# Israel Mattuck

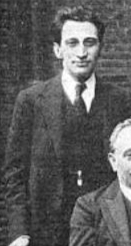

Israel Isidor Mattuck (* 28. Dezember 1883 in Shirvint, Litauen; † 3. April 1954 in London). war ein britischer Rabbiner.

## Leben und Tätigkeit
Mattuck wuchs in den Vereinigten Staaten auf. Bereits in früher Jugend studierte er unter Aufsicht seines Vaters den Talmud. Seine Schulbildung erhielt er an der Classical High School in Worcester, Massachusetts. Anschließend studierte er semitische Sprachen an der Harvard University.
1910 erlangte Mattuck am American Reform Judaism's Rabbinic Seminary, HUC, in Cincinnati seine Semicha. Anschließend stand er kurzzeitig einer Gemeinde in New York vor. 1910 oder 1911 siedelte er nach Großbritannien über, wo er von 1911 bis 1948, mehr als 35 Jahre lang, als Rabbiner die Liberal Jewish Synagoge in London leitete. In dieser Stellung erwies Mattuck sich nicht nur als gewandter Prediger, sondern auch als fähiger Organisator. Beides hatte einen erheblichen Anteil an dem beträchtlichen Wachstum, das sowohl seine Gemeinde als auch das liberale Judentum in Großbritannien in diesen Jahren erfahren hatte.
Als Anhänger einer Verständigung der Religionen miteinander beteiligte Mattuck sich an der 1927 erfolgten Gründung der London Society of Christians and Jews. Außerdem war er Mitglied des ersten Exekutivausschusses des 1942 gebildeten British Council of Christians and Jews.
Außer einigen Büchern betätigte Mattuck sich lange Jahre publizistisch, indem er die Zeitschrift Liberal Jewish Monthly herausgab.
Ende der 1930er Jahre geriet Mattuck aufgrund seiner Rolle als führende Persönlichkeit im jüdischen Leben Großbritanniens in das Visier der Polizeiorgane des nationalsozialistischen Deutschlands, die ihn als wichtige Zielperson einstuften: Im Frühjahr 1940 setzte das Reichssicherheitshauptamt in Berlin ihn dann auf die Sonderfahndungsliste G.B., ein Verzeichnis von Personen, die im Falle einer erfolgreichen deutschen Invasion Großbritanniens durch die Sonderkommandos der SS-Einsatzgruppen mit besonderer Priorität ausfindig gemacht und verhaftet werden sollten.

## Schriften
- The War and Reality, London 1914.
- Services and Prayers for Jewish homes, 1918.
- Liberal Jewish Prayer Book, 3 Bde., 1923–1926.
- What are the Jews?, 1937.
- The Essentials of Liberal Judaism, 1947.
- The Thoughts of the Prophets, 1953.
- Jewish Ethics, 1953.